# ورزشگاه کولیسیوم آلفونسو پرز
ورزشگاه کولیسیوم آلفونسو پرز (به اسپانیایی: Coliseum Alfonso Pérez) با ظرفیت ۱۶٬۰۰۰ نفر یکی از ورزشگاه‌های فوتبال کشور اسپانیا است که در شهر ختافه ایالت مادرید واقع شده‌است. این ورزشگاه در سال ۱۹۹۸ بازگشایی شد و در حال حاضر بازی‌های خانگی باشگاه فوتبال ختافه در آن برگزار می‌گردد.